# Dick Sigmond

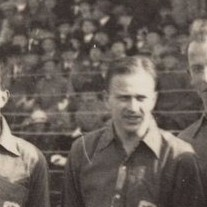
Dick Sigmond (1923).

Marinus Cornelis ("Dick") Sigmond (Dordrecht, 22 mei 1897 – Hilversum, 22 februari 1950) was een Nederlands voetballer die als aanvaller speelde.
Sigmond speelde tot 1925 bij D.F.C. en daarna bij HFC. Hij speelde tussen 1923 en 1927 veertien wedstrijden in het Nederlands voetbalelftal en maakte daarbij één doelpunt. Hij nam deel aan de Olympische Zomerspelen in 1924.
Sigmond was tevens een bekwaam tennisser. In 1921 werd hij samen met Gerard Castendijk Nederlands kampioen in het heren dubbelspel.